# Gassino Torinese
Gassino Torinese là một đô thị ở tỉnh Torino trong vùng Piedmont, có vị trí cách khoảng 12 km về phía đông bắc của Torino, nước Ý. Tại thời điểm ngày 31 tháng 12 năm 2004, đô thị này có dân số 9.373 người và diện tích là 20,5 km².
Gassino Torinese giáp các đô thị: Settimo Torinese, San Raffaele Cimena, Rivalba, Castiglione Torinese, Sciolze, Pavarolo, Montaldo Torinese.